# Löcknitz, Mecklenburg-Vorpommern
Löcknitz är en kommun och ort i Landkreis Vorpommern-Greifswald i förbundslandet Mecklenburg-Vorpommern i Tyskland.
Kommunen ingår i kommunalförbundet Amt Löcknitz-Penkun tillsammans med kommunerna Bergholz, Blankensee, Boock, Glasow, Grambow, Krackow, Nadrensee, Penkun, Plöwen, Ramin, Rossow och Rothenklempenow.